# Алан Вокер
Алан Олав Вокер (англ. Alan Olav Walker; нар. 24 серпня 1997) — англо-норвезький музичний продюсер та діджей, який складає музику в стилях хаус, драм-н-бейс тощо. 
Найбільш відомий своїм синглом «Faded», який займав перші місця в чартах кількох країн, а також отримав понад 3.5 млрд переглядів на YouTube, посівши 18 місце в списку найбільш вподобаних відео. Згідно з аналізом сервісу SeeZisLab, станом на березень 2018 року канал мав 12 млн підписників, а його приблизний дохід становив $ 812,1 тис., тоді як на серпень 2024 року — понад 45 млн підписників. Серед інших популярних хітів Алана Вокера: «Sing Me To Sleep» (2016), «Alone» (2016), «Tired» (2017).

## Біографія

### Ранні роки
Алан народився в Нортгемптоні у Великій Британії. Коли йому виповнилося 2 роки, він переїхав в місто Берген до Норвегії зі своєю сестрою Каміллою, братом Андреасом, норвежкою-матір'ю і батьком-англійцем.
Алан, що зростав вже у цифрову еру, рано зацікавився комп'ютерами, які згодом призвели до захоплення програмуванням і графічним дизайном. 2012 року він почав створювати музику на своєму ноутбуці, спочатку під псевдонімом «DJ Walkzzz». Його пісні незабаром привернули увагу звукозаписних студій.

## Музична кар'єра

### 2012–2015: Початок кар'єри і перша популярність

Алан Вокер використовує ініціали як логотип, який є одним з аспектів, що представляють його публічний імідж.

У 2015 Алан Вокер підписав контракт з MER Musikk на треки «Spectre» і «Force». Потім він підписав контракт з Sony Music Sweden, і його першим синглом став трек «Faded», що вийшов 4 грудня 2015 року, за участю вокалістки Ізелін Солхейм. Цей сингл незабаром став дуже популярним і посів високі місця в чартах. Кліп на пісню «Faded» був знятий в Естонії, в околицях Таллінну. Він перевищив позначку у два з половиною мільярди переглядів. Після випуску пісня очолила норвезький чарт VG-lista, а також потрапила до чартів Швеції, Німеччини, Франції, Італії та інших країн. Сингл набув величезної популярності, перевищивши позначку в 17 мільярди переглядів на YouTube. Кліп також входить в топ-18 «найбільш вподобаних відео» відеохостингу. В одному з інтерв'ю Алан розповів, що на створення музики його надихнули такі виконавці, як Ahrix, K-391, а також саундтреки до різних фільмів. Після глобального успіху «Faded» Алан кинув середню школу і нині[коли?] виступає наживо, продовжуючи створювати нову музику. Його дебютний виступ відбувся на Всесвітніх екстремальних іграх в Осло.

### 2016: «Sing Me to Sleep» і «Alone»
2 червня 2016 року вийшла нова пісня «Sing Me to Sleep». У треку також звучить вокал Ізелін Солхейм. Музичне відео було знято в Гонконзі. Пісня потрапила в чарти багатьох країн і отримала численні музичні сертифікати, в тому числі платинову в Швеції.
1 грудня 2016 року він випустив нову пісню «Alone», яка зібрала понад мільярд переглядів і понад 8 мільйонів лайків на YouTube. 

### 2017: «The Spectre», «Tired» і «All Falls Down»
На початку 2017 року YouTube-канал Алана набрав найбільшу кількість підписників, з усіх каналів які були зареєстровані у Норвегії. Набравши приблизно 4,5 мільйона підписників, він отримав найбільшу кількість переглядів серед норвезьких каналів YouTube – приблизно 13,9 мільярда переглядів станом на 12 травня 2024 року.

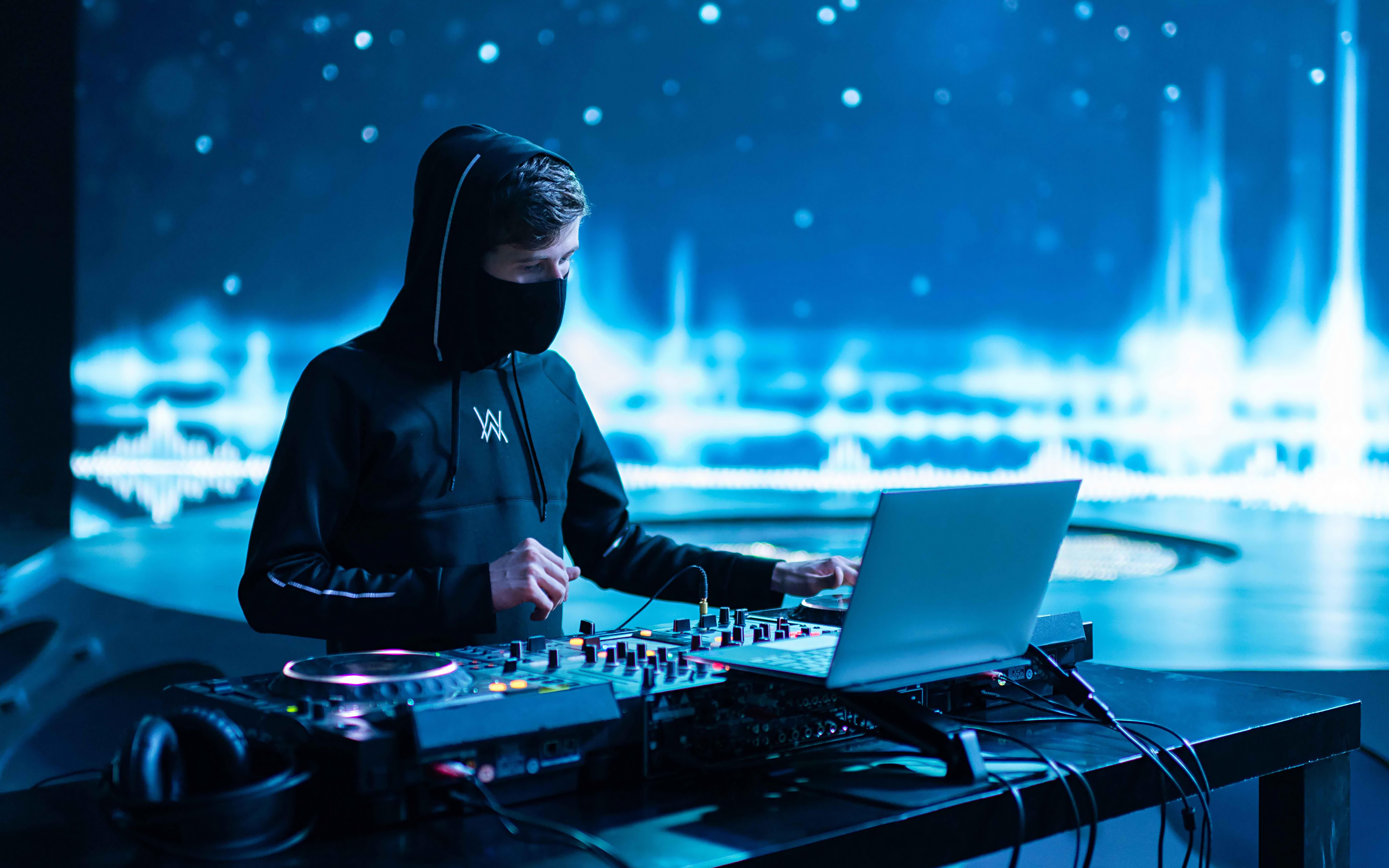
Алан у 2017

19 травня 2017 року Алан випустив пісню «Tired» за співучасті ірландського співака і автора пісень Гевіна Джеймса. Алан заявив, що ця пісня «додає інший вимір» до його творчості. Кліп на «Tired» переглянули понад 150 мільйонів разів станом на 2024 рік на YouTube. 9 червня того ж року разом з Алексом Скріндо Алан випустив пісню «Sky», яка була випущена як частина збірки «Insomniac Records Presents: EDC Las Vegas 2017».

### 2018:Different World
27 липня 2018 року Алан випустив пісню «Darkside» за участю антигуанського німецького співака/автора пісень Au/Ra та норвезької співачки Tomine Harket.
4 грудня 2018 року Алан випустив свій дебютний альбом «Different World». Альбом включає такі хіти, як «Faded» і «Alone», а також новіші пісні, такі як «Lonely» у співпраці зі Стівом Аокі. Щодо Альбому Алан заявив: «Це неймовірне відчуття — мати можливість випустити мій дебютний альбом Different World. Останні кілька років були справді сюрреалістичними, і я ніколи не уявляв, що коли-небудь дійду до цього. Цей альбом — це те, чим я був працював над цим протягом тривалого часу, і я дуже радий нарешті поділитися цим зі світом і почути реакцію моїх шанувальників!»

### 2019: Колаборація з PUBG Mobile
21 березня 2019 року Алан випустив пісню «On My Way», яка є співавторством Сабріни Карпентер і Фарруко. Трек слугував саундтреком шостого сезону американської мобільної гри Battle Royale PUBG Mobile і його можна було вибрати як фонову музику в лобі гри.

### 2020–2021:World of Walker
26 листопада 2021 року Алан випустив свій другий студійний альбом під назвою «World of Walker», який складається з 15 пісень, побудованих навколо електро-попу та EDM.

### 2022–дотепер:Walkerverse
3 березня 2022 року написав пост у підтримку України і висловив підтримку під час Міжнародного благодійного концерту-марафону на підтримку України «Save Ukraine – #StopWar».
У 2022 році Вокер випустив проект Walkerverse, який був представлений у вигляді двох міні-альбомів, а потім перевиданий як його третій студійний альбом. Після цього почався Walkerverse: The Tour 2022, який розпочався у вересні 2022. Тур розпочався у Великобританії та тривав 29 концертів до грудня в Сан-Франциско. Також був випущений тизер до туру.

## Імідж
В імідж Алана входить худі та маска для обличчя. Під час переговорів про його образ із звукозаписною компанією Sony вони почали створювати символи, такі щоби їх міг повторити будь-хто, кожна людина з худі та маскою. «Маска — це скоріше знак і символ єдності та схожості одного з одним, а не того, що я відрізняюсь». Також Алан зазначає, що одягнувши маску, його «його одразу побачать як геймера». Алан розказав як створювався його образ Норвезькій газеті Верденс Ганг:
|  | На зустрічі з ними ми говорили про те, як ми можемо створити профіль Алана Вокера. Вони питали про мої інтереси. Я відповів «комп'ютери, кіберспорт» і речі типу Анонімус і хакінг, де худі мають велику роль. |

Під час концертів на сцені його зазвичай супроводжують двоє чоловіків які також у масках. «Рідко можна побачити тріо в електронній музиці. Я вважаю, що це крута концепція – ми в певному сенсі маленька група» – зазначив Алан. 

## Дискографія

### Альбоми
- Different World (2018)
- World of Walker (2021)
- Walkerverse Pt. I & II (2022)
- Walkerworld (2023)

### Сингли
| Назва                                                                            | Рік  | Пікові чартові позиції | Пікові чартові позиції | Пікові чартові позиції | Пікові чартові позиції | Пікові чартові позиції | Пікові чартові позиції | Пікові чартові позиції | Пікові чартові позиції | Пікові чартові позиції | Пікові чартові позиції | Нагороди | Альбом                  |
| Назва                                                                            | Рік  | NOR                    | AUS                    | AUT                    | FRA                    | GER                    | IRE                    | NLD                    | SWE                    | UK                     | US                     | Нагороди | Альбом                  |
| -------------------------------------------------------------------------------- | ---- | ---------------------- | ---------------------- | ---------------------- | ---------------------- | ---------------------- | ---------------------- | ---------------------- | ---------------------- | ---------------------- | ---------------------- | --- | ----------------------- |
| «Fade»                                                                           | 2014 | —                      | —                      | —                      | —                      | —                      | —                      | —                      | —                      | —                      | —                      | | Origins                 |
| «Spectre»                                                                        | 2015 | —                      | —                      | —                      | —                      | —                      | —                      | —                      | —                      | —                      | —                      | | Origins                 |
| «Force»                                                                          | 2015 | —                      | —                      | —                      | —                      | —                      | —                      | —                      | —                      | —                      | —                      | | Origins                 |
| «Faded»                                                                          | 2015 | 1                      | 2                      | 1                      | 1                      | 1                      | 6                      | 2                      | 1                      | 7                      | 80                     | - IFPI NOR: 11× Платина - ARIA: 7× Платина - BPI: 3× Платина - BVMI: 7× Золото - GLF: 13× Платина - RIAA: 3× Платина - SNEP: Золото | Different World         |
| «Sing Me to Sleep»                                                               | 2016 | 1                      | —                      | 4                      | 51                     | 10                     | —                      | —                      | 9                      | 95                     | —                      | - IFPI NOR: 6× Платина - ARIA: Золото - BVMI: Платина - GLF: 4× Платина - RIAA: Золото                                              | Different World         |
| «Routine» (з David Whistle)                                                      | 2016 | —                      | —                      | —                      | —                      | —                      | —                      | —                      | —                      | —                      | —                      | | Different World         |
| «Alone»                                                                          | 2016 | 1                      | —                      | 1                      | 89                     | 4                      | 74                     | 53                     | 2                      | —                      | —                      | - IFPI NOR: 4× Платина - ARIA: Золото - BPI: Silver - BVMI: Платина - GLF: 3× Платина - SNEP: Золото - RIAA: Золото                 | Different World         |
| «Tired» (з Gavin James)                                                          | 2017 | 5                      | 68                     | 35                     | —                      | 66                     | 78                     | —                      | 21                     | —                      | —                      | - IFPI NOR: 2× Платина - ARIA: Золото - BVMI: Золото - GLF: 2× Платина                                                              | Faded Japan EP          |
| «The Spectre»                                                                    | 2017 | 5                      | —                      | 14                     | —                      | 50                     | —                      | —                      | 22                     | —                      | —                      | - BVMI: Золото - GLF: Платина | Faded Japan EP          |
| «All Falls Down» (з Ноа Сайрус і Digital Farm Animals і Juliіer)                 | 2017 | 1                      | 95                     | 29                     | 139                    | 75                     | 65                     | 20                     | 4                      | 87                     | —                      | - ARIA: Золото - BPI: Silver - BVMI: Золото - GLF: 3× Платина - RIAA: Золото - SNEP: Золото                                         | Different World         |
| «Darkside» (з Au/Ra і Tomine Harket)                                             | 2018 | 1                      | —                      | 63                     | —                      | 97                     | 67                     | 32                     | 10                     | —                      | —                      | - BPI: Silver - GLF: 2× Платина - RIAA: Золото                                                                                      | Different World         |
| «Diamond Heart» (з Sophia Somajo)                                                | 2018 | 1                      | —                      | 56                     | —                      | 89                     | —                      | 29                     | 11                     | —                      | —                      | - GLF: 2× Платина | Different World         |
| «Different World» (з Софією Карсон і K-391 і Corsak)                             | 2018 | 31                     | —                      | —                      | —                      | —                      | —                      | —                      | —                      | —                      | —                      | - IFPI NOR: Золото - GLF: Золото | Different World         |
| «Are You Lonely» (з Steve Aoki і Isák)                                           | 2019 | 19                     | —                      | —                      | —                      | —                      | —                      | —                      | —                      | —                      | —                      | | Neon Future IV          |
| «On My Way» (з Sabrina Carpenter і Farruko)                                      | 2019 | 3                      | —                      | —                      | —                      | 85                     | —                      | —                      | 30                     | —                      | —                      | - GLF: Платина | World of Walker         |
| «Live Fast» (з ASAP Rocky)                                                       | 2019 | 24                     | —                      | —                      | —                      | —                      | —                      | —                      | —                      | —                      | —                      | Non-album singles |                         |
| «Play» (з K-391, Tungevaag і Mangoo)                                             | 2019 | 2                      | —                      | 44                     | —                      | —                      | —                      | —                      | 25                     | —                      | —                      | Non-album singles | - IFPI NOR: 2× Платина  |
| «Ghost» (з Au/Ra)                                                                | 2019 | —                      | —                      | —                      | —                      | —                      | —                      | —                      | —                      | —                      | —                      | | Death Strіing: Timefall |
| «Avem (The Aviation Theme)»                                                      | 2019 | —                      | —                      | —                      | —                      | —                      | —                      | —                      | —                      | —                      | —                      | Non-album single |                         |
| «Alone, Pt. II» (з Ava Max)                                                      | 2019 | 4                      | —                      | 45                     | 68                     | 47                     | —                      | 15                     | 25                     | —                      | —                      | - IFPI NOR: 4× Платина - BVMI: Золото - GLF: Платина - SNEP: Золото                                                                 | World of Walker         |
| «End of Time» (з K-391 і Ahrix)                                                  | 2020 | 4                      | —                      | —                      | —                      | —                      | —                      | —                      | 60                     | —                      | —                      | - IFPI NOR: Платина | Non-album single        |
| «Heading Home» (з Ruben)                                                         | 2020 | 15                     | —                      | —                      | —                      | —                      | —                      | —                      | 53                     | —                      | —                      | | World of Walker         |
| «Time (Alan Walker Remix)» (з Гансом Циммером)                                   | 2020 | —                      | —                      | —                      | —                      | —                      | —                      | —                      | —                      | —                      | —                      | - BVMI: Золото | World of Walker         |
| «Space Melody (Едуард Артем'єв)» (з Vize і Leony)                                | 2020 | —                      | —                      | —                      | —                      | —                      | —                      | —                      | —                      | —                      | —                      | | Walker Racing League    |
| «Sorry» (і Isák)                                                                 | 2021 | 8                      | —                      | —                      | —                      | —                      | —                      | —                      | 83                     | —                      | —                      | | World of Walker         |
| «Fake a Smile» (з Salem Ilese)                                                   | 2021 | 11                     | —                      | —                      | —                      | —                      | —                      | —                      | 23                     | —                      | —                      | | World of Walker         |
| «Believers» (з Conor Maynard)                                                    | 2021 | 24                     | —                      | —                      | —                      | —                      | —                      | —                      | 64                     | —                      | —                      | Non-album single |                         |
| «Sweet Dreams» (with Imanbek)                                                    | 2021 | 14                     | —                      | —                      | —                      | —                      | —                      | —                      | 43                     | —                      | —                      | | Walker Racing League    |
| «Don't You Hold Me Down» (з Georgia Ku)                                          | 2021 | 19                     | —                      | —                      | —                      | —                      | —                      | —                      | 81                     | —                      | —                      | | Walker Racing League    |
| «Running Out of Roses» (з Джеймі Міллер)                                         | 2021 | 15                     | —                      | —                      | —                      | —                      | —                      | —                      | 78                     | —                      | —                      | | Walker Racing League    |
| «Paradise» (з K-391 і Boy in Space)                                              | 2021 | 31                     | —                      | —                      | —                      | —                      | —                      | —                      | —                      | —                      | —                      | | World of Walker         |
| «World We Used to Know» (з Winona Oak)                                           | 2021 | 15                     | —                      | —                      | —                      | —                      | —                      | —                      | 46                     | —                      | —                      | | World of Walker         |
| «Man on the Moon» (з Беньяміном Інгроссо)                                        | 2021 | 23                     | —                      | —                      | —                      | —                      | —                      | —                      | 12                     | —                      | —                      | | World of Walker         |
| «Not You» (з Emma Steinbakken)                                                   | 2021 | —                      | —                      | —                      | —                      | —                      | —                      | —                      | —                      | —                      | —                      | | World of Walker         |
| «Hello World» (з Torine)                                                         | 2022 | 11                     | —                      | —                      | —                      | —                      | —                      | —                      | 84                     | —                      | —                      | | Walkerverse, Pt. I      |
| «Headlights» (з Alok і Kiddo)                                                    | 2022 | 15                     | —                      | —                      | —                      | —                      | —                      | —                      | 59                     | —                      | —                      | Non-album single |                         |
| «PS5» (з Salem Ilese і Tomorrow X Together)                                      | 2022 | —                      | —                      | —                      | —                      | —                      | —                      | —                      | —                      | —                      | —                      | | Unsponsored Content     |
| «The Drum»                                                                       | 2022 | 16                     | —                      | —                      | —                      | —                      | —                      | —                      | —                      | —                      | —                      | | Walkerverse, Pt. I      |
| «Unity» (з fans of Alan Walker, credited as The Walkers)                         | 2022 | —                      | —                      | —                      | —                      | —                      | —                      | —                      | —                      | —                      | —                      | Non-album single |                         |
| «Extremes» (з Деніелом Тревором)                                                 | 2022 | —                      | —                      | —                      | —                      | —                      | —                      | —                      | 86                     | —                      | —                      | | Walkerverse, Pt. II     |
| «Lovesick» (з Sophie Simmons)                                                    | 2022 | —                      | —                      | —                      | —                      | —                      | —                      | —                      | —                      | —                      | —                      | | Walkerverse, Pt. II     |
| «Shut Up» (з Upsahl)                                                             | 2022 | —                      | —                      | —                      | —                      | —                      | —                      | —                      | 100                    | —                      | —                      | | Walkerverse, Pt. II     |
| «Ritual»                                                                         | 2022 | —                      | —                      | —                      | —                      | —                      | —                      | —                      | —                      | —                      | —                      | | Walkerverse, Pt. I & II |
| «Dreamer»                                                                        | 2023 | —                      | —                      | —                      | —                      | —                      | —                      | —                      | —                      | —                      | —                      | Сингл без альбому |                         |
| «Hero» (з Sasha Alex Sloan)                                                      | 2023 | 27                     | —                      | —                      | —                      | —                      | —                      | —                      | —                      | —                      | —                      | | Walkerworld             |
| «Lі of the Heroes» (з Sophie Stray)                                              | 2023 | —                      | —                      | —                      | —                      | —                      | —                      | —                      | —                      | —                      | —                      | | Walkerworld             |
| «Endless Summer» (з Zak Abel)                                                    | 2023 | —                      | —                      | —                      | —                      | —                      | —                      | —                      | —                      | —                      | —                      | | Walkerworld             |
| «Better Off (Alone, Pt. III)» (з Dash Berlin і Vikkstar)                         | 2023 | 30                     | —                      | —                      | —                      | —                      | —                      | —                      | —                      | —                      | —                      | | Walkerworld             |
| «Heart Over Mind» (з Daya)                                                       | 2023 | —                      | —                      | —                      | —                      | —                      | —                      | —                      | —                      | —                      | —                      | | Walkerworld             |
| «Fire!» (з Сун Юйці ((G)I-dle) і Jvke)                                           | 2023 | —                      | —                      | —                      | —                      | —                      | —                      | —                      | —                      | —                      | —                      | Сингли поза альбомом |                         |
| «Who I Am» (з Putri Ariani і Peder Elias)                                        | 2024 | 18                     | —                      | —                      | —                      | —                      | —                      | —                      | —                      | —                      | —                      | Сингли поза альбомом |                         |
| «Team Side» (з Sofiloud, і RCB)                                                  | 2024 | —                      | —                      | —                      | —                      | —                      | —                      | —                      | —                      | —                      | —                      | Сингли поза альбомом |                         |
| «Unsure» (з Kylie Cantrall)                                                      | 2024 | —                      | —                      | —                      | —                      | —                      | —                      | —                      | —                      | —                      | —                      | Сингли поза альбомом |                         |
| «Barcelona» (з Ina Wroldsen)                                                     | 2024 | 19                     | —                      | —                      | —                      | —                      | —                      | —                      | —                      | —                      | —                      | Сингли поза альбомом |                         |
| «Wake Up»                                                                        | 2024 | —                      | —                      | —                      | —                      | —                      | —                      | —                      | —                      | —                      | —                      | | Neon Nights             |
| «Thick of It All» (з Джо Джонасом і Джулією Майклз)                              | 2024 | —                      | —                      | —                      | —                      | —                      | —                      | —                      | —                      | —                      | —                      | Сингл без альбому |                         |
| «—« означає що або пісня не була в чарті або не була випущена на даній території |      |                        |                        |                        |                        |                        |                        |                        |                        |                        |                        | |                         |